# 中山王国
中山王國（琉球語：〔〕／；1314年—1429年）琉球群島三山時代的一個國家。根據琉球國《中山世鑑》、中國《明實錄》和朝鮮《朝鮮王朝實錄》的記載，中山王國首里按司為中心，包括浦添、首里、那霸、北谷、讀谷、越來、中城、勝連、具志川各城，大致疆域為南至國場川—與那原一線，北至仲泊地峽。
相傳中山國英祖王朝君主玉城是天孫氏的後代。1349年中山王西威死後，浦添按司察度推翻西威王的世子即位，建立察度王朝。察度在位期間，從海外大量購入鐵，製造武器和農具，使中山王國的國力強盛起來，為日後統一三山奠定了基礎。
對外關係上，1372年，察度派遣弟弟泰期赴明朝貢。明太祖以楊載為冊封使，封察度為「中山王」。
1406年，佐敷的巴志攻陷浦添城，推翻中山王武寧的統治，擁立父親思紹為王，建立第一尚氏王朝。1416年攻滅北山國，1429年滅南山國，統一沖繩本島，遷都首里城。明朝遣使冊封巴志為王，賜姓曰「尚」，賜國號「琉球」。
此後，中山王國正式更名為琉球王國，但中山作為琉球國的別稱依舊被使用。如琉球國官修史書《中山世鑑》、《中山世譜》，「中山」指的就是「琉球國」。1681年（清康熙21年），康熙帝賜尚貞王御書「中山世土」匾額，這裡的「中山」指的也是「琉球國」。而中國皇帝冊封琉球國王時的詔書中，都將琉球國王稱作「琉球國中山王」。